# Dia di Himno y Bandera (Aruba)

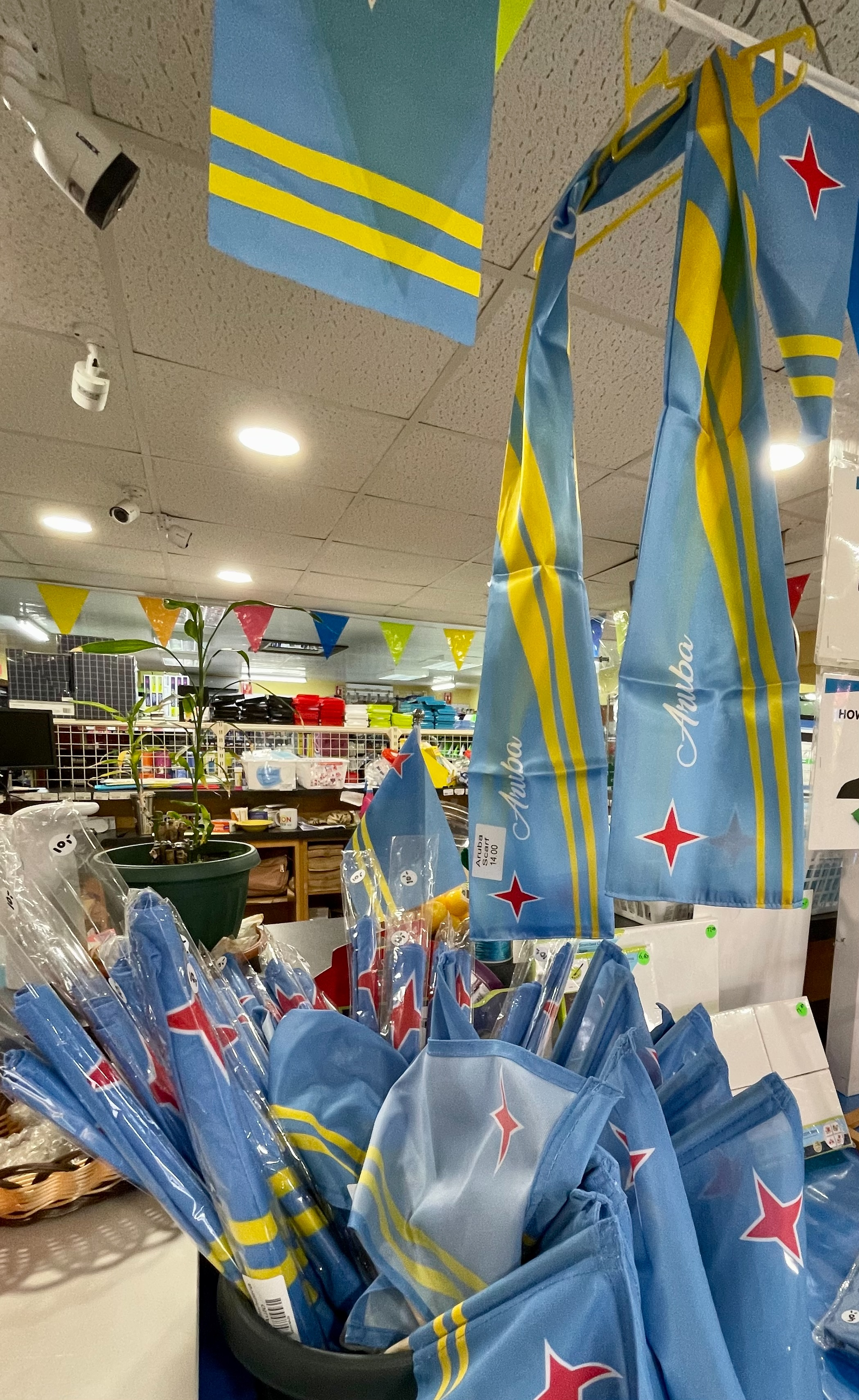
Vlaggenverkoop ter viering 18 maart.

Dia di Himno y Bandera ("Dag van het Volkslied en de Vlag"), ook wel 18 di maart genoemd, is in Aruba een nationale feestdag ter viering van de officiële introductie in 1976 van de Arubaanse vlag en het Arubaans volkslied, welke plechtigheid in Stadion Guillermo Trinidad plaatsvond. Sedert 1985 is 18 maart een officiële feestdag in Aruba; dit nadat Koninkrijksdag (15 december) als feestdag was ingeruild.

Naast een protocollaire ceremonie vinden er op 18 maart allerlei activiteiten plaats, zoals culturele manifestaties, vlooienmarkten, sportwedstrijden, tentoonstellingen en kosteloos openstelling van monumenten, musea en het nationaal archief. In aanloop naar de nationale feestdag worden folkloristische zangfestivals in verschillende leeftijdscategorieën georganiseerd. Onder Arubanen in den vreemde, met name op Curaçao en in Nederland, wordt de feestdag ook gevierd. De landelijke viering in Nederland, doorgaans op een afwijkende datum rond 18 maart, staat bekend onder de naam Arubadag. 

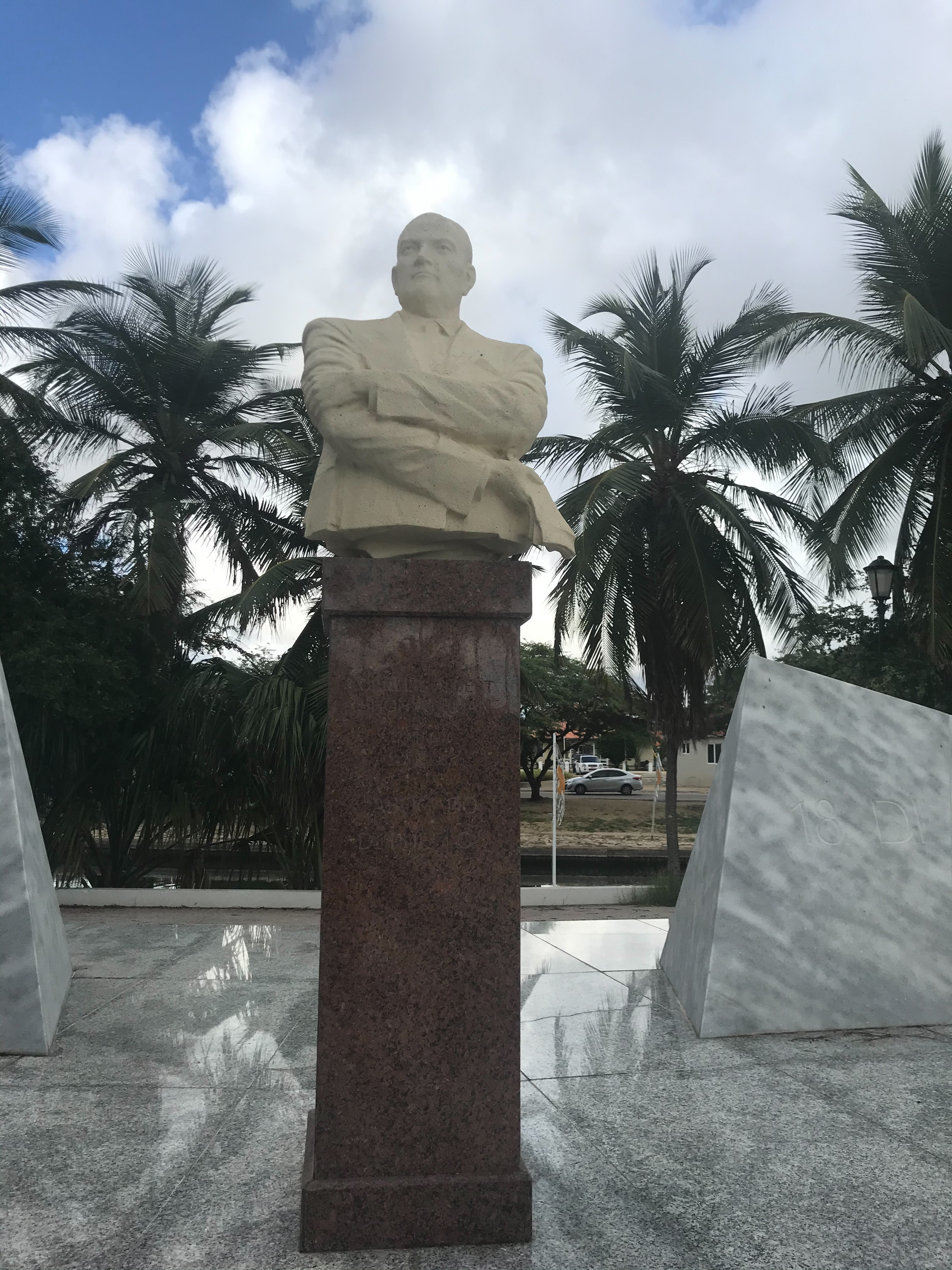
Monument "Plaza 18 maart" met het borstbeeld Shon A Eman, werk van Heleen Levano en Eric Claus.

## Geschiedenis
Achttien maart 1948 wordt als de belangrijkste dag in de Arubaanse geschiedenis beschouwd. Op die dag werd tijdens de Ronde Tafel Conferentie in Nederland een motie ingediend waarin de Nederlandse regering werd verzocht een commissie in te stellen om gegevens te verzamelen en een rapport uit te brengen in verband met  het verlangen van Aruba naar een aparte status binnen het Koninkrijk, los van Curaçao, Die wens was verwoord in een petitie met 2.147 handtekeningen die een maand eerder op 16 februari  door  de leider van de Arubaanse delegatie Cornelis Albert ('Shon A') Eman aan Koningin Wilhelmina werd aangeboden. De gegevens van staatkundige, financiële, economische en sociale aard waren volgens de motie nodig om de wens van Aruba te kunnen beoordelen. De ingestelde 'Commissie Aruba-Curaçao' onder leiding van G.A. van Poelje bracht al in juli haar rapport uit. De daarin voorgestelde staatkundige wijzigingen in het het voordeel van Aruba zijn niet gerealiseerd. In 1976 werd 18 maart voor het eerst gevierd en werden ook het nationale volkslied en vlag van Aruba officieel in gebruik genomen. 